# 朱貫三
朱贯三（1902年4月6日—1979年6月2日），名儒，字貫三，以字行，甘肃省泾川县王村乡百泉村人。中华民国政治人物。

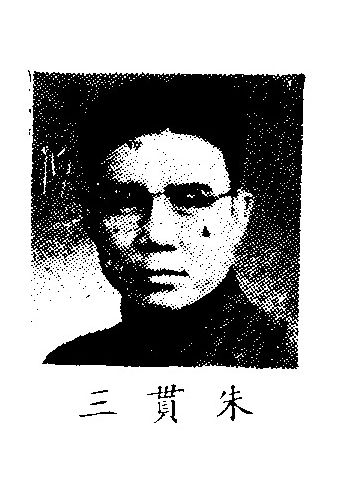
出席制憲國民大會代表時

## 生平[2][3]
早年在平凉中学学习时，与同学秦怀玺等人来往兰州、西安，宣传三民主义，并经田昆山、张文蔚介绍参加中国国民党。考入北平中国大学后，受五四运动影响，参加反帝、反封建运动，并帮田昆山沟通了中国国民党与中国西北地区的关系，为田昆山在甘肃省建立中国国民党组织创造了条件。
1927年四一二政变后，被中国国民党任命为中国国民党郑州市党部筹备委员兼指导委员。1928年，中国国民党郑州市党部成立，当选常务委员，主管郑州市党务。担任郑州市党部负责人时，兼任郑州市工人运动委员会常务委员、平汉铁路特别党部郑州段指导员、河南省总工会整理委员等职务。1930年春，转任陇海铁路特别党部整理委员。不久，由于阎锡山、冯玉祥联合反对蒋介石，冯玉祥的部队进攻河南省，被迫离开郑州赴北平。
1931年4月，回到平凉，任中国国民党甘肃省党部陇东党务视察员，后来兼任第一区党务指导员。1932年，调任中国国民党甘肃省党部组训处主任。1935年至1947年，当选中国国民党甘肃省党部执行委员。在这15年中，起初替田昆山拉帮结派，发展该派势力，以把持甘肃省的中国国民党党务。1937年七七事变爆发后，投身抗日救亡，其间先后当选中国国民党第五、六届全国代表大会代表，国民参政会第三届参政员、驻会参政员。抗日战争胜利后，赴南京，参与国民政府制定宪法的工作，后来任训政时期立法院第四届立法委员。1947年，当选行宪后立法院第一届立法委员。

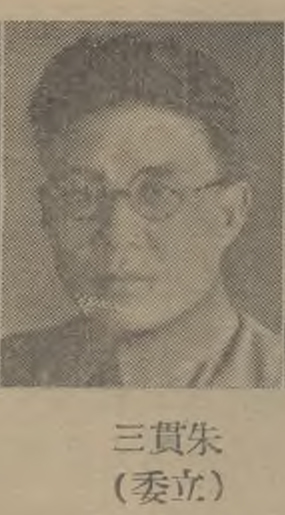
1948年

1949年夏，赴台湾，此后一直担任立法委员。
1979年6月2日，在台北市病逝。